# Church of the Epiphany (Washington, D.C.)
Die Church of the Epiphany ist eine im Jahr 1844 erbaute historische Episkopalkirche in Washington, D.C. Seit dem 10. September 1971 ist sie im National Register of Historic Places gelistet.